# Loc-Eguiner
Loc-Eguiner (tiếng Breton: Logeginer-Plouziri) là một xã của tỉnh Finistère, thuộc vùng Bretagne, miền tây bắc Pháp.

## Dân số
Người dân ở Loc-Eguiner được gọi là Loguisiens.